# زیردریایی موشک کروز

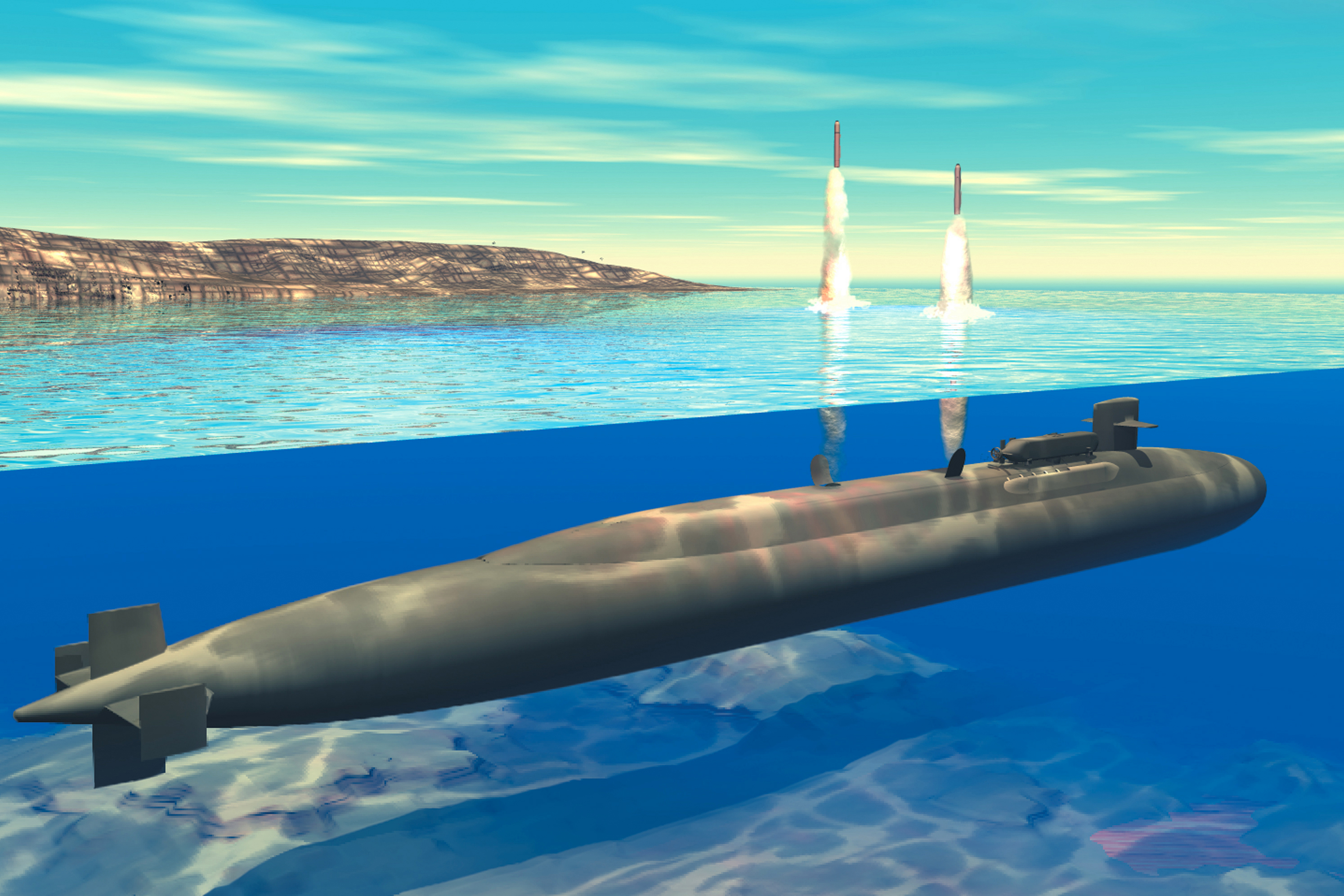
تصویر رسمی نیروی دریایی ایالات متحده از سامانه سیستم موشک‌انداز عمودی زیردریایی کلاس اوهایو که موشک‌های تاماهاک را شلیک می‌کند.

زیردریایی موشک کروز (انگلیسی: Cruise-missile submarine) زیردریایی‌ای است که موشک‌های کروز (شامل موشک‌های کروز تهاجمی زمینی و موشک‌های ضد کشتی) را به عنوان سلاح اصلی خود حمل و پرتاب می‌کند. موشک‌ها توانایی یک کشتی جنگی را برای حمله به شناورهای سطحی و حمله به اهداف زمینی تا حد زیادی افزایش می‌دهند. اگرچه اژدرها گزینه‌ای محتاطانه‌تر برای زیردریایی‌های غوطه‌ور هستند، اما موشک‌ها برد بسیار طولانی‌تر، زمان کوتاه‌تر برای برخورد به هدف و توانایی درگیری همزمان با چندین هدف در جهت‌های مختلف را فراهم می‌کنند.
بسیاری از زیردریایی‌های دارای موشک کروز قابلیت استقرار کلاهک‌های هسته‌ای روی موشک‌های خود را حفظ کرده‌اند، اما به دلیل تفاوت‌های قابل توجه بین ویژگی‌های پرواز این دو سیستم تسلیحاتی، از زیردریایی‌های موشک بالستیک متمایز در نظر گرفته می‌شوند. موشک‌های کروز به صورت آیرودینامیکی با استفاده از سطوح پروازی مانند بال یا باله پرواز می‌کنند، در حالی که یک موشک بالستیک تنها از قدرت موتور خود برای خروج از جو استفاده می‌کند.
نمادهای طبقه‌بندی بدنه نیروی دریایی ایالات متحده برای زیردریایی‌های دارای موشک کروز SSG و SSGN هستند - SS نشان دهنده زیردریایی، G نشان دهنده موشک هدایت شونده و N نشان دهنده هسته‌ای بودن زیردریایی است.
طرح‌های اولیه زیردریایی‌های حامل موشک کروز برای پرتاب موشک‌های خود باید به سطح آب می‌رفتند، در حالی که طرح‌های بعدی می‌توانستند این کار را از طریق لوله‌های اختصاصی سیستم موشک‌انداز عمودی، در زیر آب انجام دهند. بسیاری از زیردریایی‌های تهاجمی مدرن می‌توانند موشک‌های کروز (و موشک‌های ضد کشتی اختصاصی) را از لوله‌های اژدر خود پرتاب کنند، در حالی که برخی از طرح‌ها تعداد کمی از محفظه‌های سیستم پرتاب عمودی را نیز در خود جای داده‌اند که همپوشانی بین زیردریایی‌های حامل موشک کروز و زیردریایی‌های تهاجمی سنتی ایجاد می‌کند. با این وجود، شناورهایی که به عنوان زیردریایی‌های تهاجمی طبقه‌بندی می‌شوند، به گونه‌ای طراحی شده‌اند که از اژدر به عنوان سلاح اصلی خود استفاده کنند و به دلیل سرعت و مانورپذیری بیشتر، از ویژگی‌های مأموریت چندمنظوره‌تری برخوردارند. این در تضاد با زیردریایی‌های حامل موشک کروز است که معمولاً قایق‌های بزرگتر و کندتری هستند که تعداد بیشتری موشک حمل می‌کنند و اغلب دارای یک محفظه ویژه هستند که منحصراً به لوله‌های موشک کروز اختصاص داده شده است.